# Ruellia siamensis
Ruellia siamensis är en akantusväxtart som beskrevs av Imlay. Ruellia siamensis ingår i släktet Ruellia och familjen akantusväxter. Inga underarter finns listade i Catalogue of Life.